# Langfühlerschrecken
Die Langfühlerschrecken (Ensifera) sind eine der beiden Unterordnungen der Heuschrecken. Von den bekannten 8100 Arten leben in Europa etwa 690 Arten (davon 64 im deutschsprachigen Raum und 40 in Deutschland). Die kleinsten Vertreter mit einer Körperlänge von 1,5 Millimeter findet man unter den Ameisengrillen (Myrmecophilidae), die größten innerhalb der Sägeschrecken (Saga), die bis 100 Millimeter lang werden können. Die größte Flügelspannweite findet sich bei Pseudophylus collossus mit maximal 200 Millimetern. Viele Arten der Langfühlerschrecken leben räuberisch, andere sind phytophag oder nehmen beide Nahrungsformen auf.

## Merkmale
Kennzeichnende Merkmale der Langfühlerschrecken, die sie von den Arten der Unterordnung Kurzfühlerschrecken unterscheiden, sind die namengebenden langen Antennen, die häufig die Körperlänge überspannen und aus mehr als 500 Einzelgliedern bestehen können. Nur bei wenigen Arten (z. B. Aganacris nitida) sind die Antennen relativ kurz. Die Tiere besitzen kleine Facettenaugen und kauend-beißende Mundwerkzeuge. Besonders das erste Brustsegment ist kräftig entwickelt. Die Vorderflügel sind schmal und verhärtet und bedecken die größeren Hinterflügel in der Ruhestellung. Die Weibchen tragen häufig ein langes Legerohr oder einen „Legesäbel“ (Ovipositor) am Hinterende, mit dem sie die Eier ablegen. Dieser besteht aus drei Paar Anhängen des achten und neunten Hinterleibssegmentes, den Gonapophysen.

## Lauterzeugung bei den Langfühlerschrecken
An der Basis der Vorderflügel besitzen vor allem die Männchen der Langfühlerschrecken ein so genanntes Stridulationsorgan, mit dem sie Laute erzeugen. Als Schrillader wirkt dabei eine verdickte Flügelader, die mit vielen Querrippen versehen ist: der Cubitus posterior; als Resonanzfläche die vor dem Cubitus anterior liegende Flügelfläche. Die Ausbildung dieser Organe ist auf beiden Vorderflügeln erkennbar asymmetrisch (außer bei Grillen). Beim Singen werden die übereinandergelegten Vorderflügel gegeneinander bewegt, wobei bei Laubheuschrecken die Schrillleiste des linken Vorderflügels, bei Grillen die des rechten Vorderflügels über die Schrillkante des jeweils anderen Flügels gezogen wird.

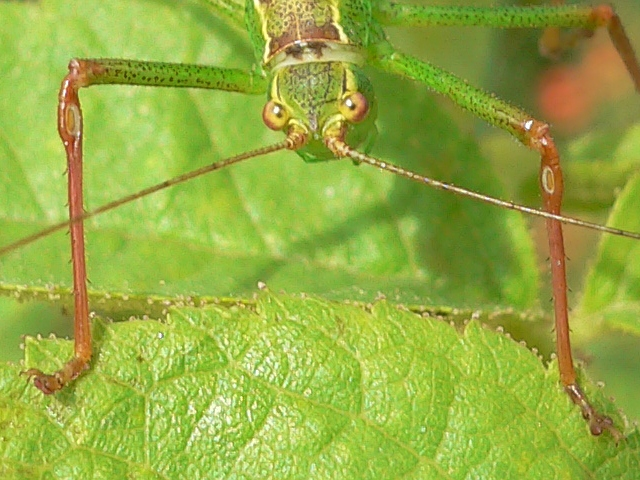
Kopf und Vorderbeine einer männlichen Punktierten Zartschrecke mit deutlich erkennbaren Hörorganen

Die Gehörorgane der Langfühlerschrecken finden sich bei vielen Arten in den Unterschenkeln (Tibien) der Vorderbeine. Sie können offen oder verdeckt in Gruben liegen. Dieses „Ohr“ ist mit zwei Trommelfellen ausgestattet. Durch unterschiedliche Ausrichtung ihrer Vorderbeine können diese Schrecken andere Sänger, insbesondere Artgenossen, genau orten.
Der Gesang der Männchen dient vor allem der Anlockung der Weibchen, er kann jedoch auch zur Festsetzung von Reviergrenzen eingesetzt werden. Zwischen Feldgrillen-Männchen kann es zu heftigen, manchmal tödlich endenden Kämpfen kommen. Dabei sind die Gesänge artspezifisch verschieden und angeboren, ebenso die Erkennung der Gesänge der eigenen Art. Bei vielen Arten kommt es zu einer gegenseitigen Anregung zum Singen, manche Arten verfolgen auch einen genau festgelegten Wechselgesang: sie duettieren. Die Neigung zum Gesang ist abhängig von den Außenfaktoren: der Warzenbeißer singt etwa nur tagsüber bei starker Sonne, das Grüne Heupferd auch nachts.

## Reaktion auf Fledermäuse
Ultraschall-Ortungslaute ihres Fressfeindes Fledermaus können bei großer Annäherung bis 130 dB Lautstärke erreichen. 2020 ergaben Forschungen der Universität Graz – im Labor und im tropischen Regenwald von Panama –, dass Grillen (Schwertschwanz-Grillen, Trigoniinae) auf Ultraschall ab 80 dB mit Unterbrechung ihrer Flügelbewegung reagieren, sie fallen danach ein Stück nach unten und können damit Fledermäusen entkommen.
Mehrjährige Forschungen in Bulgarien in der Fledermausforschungsstation der Stadt Tabachka zwischen Mausohr-Fledermäusen und Schiefkopf-Heuschrecken haben gezeigt, dass diese Heuschreckengruppe bei Annäherung von Fledermäusen ihren Gesang nicht unterbricht. Stattdessen versammeln sich zahlreiche Tiere in kleinen Gruppen mit einem Abstand von 20 bis 30 cm und verstärken ihren Gesang noch. Sie erzeugen damit einen Schallteppich, der auf die Fledermäuse wie ein Nebel wirkt, der ihre Ortungslaute verschwimmen lässt. Diese Heuschreckenart wird deshalb nie von Fledermäusen gefressen.

## Fortpflanzung und Entwicklung
Die Partnerfindung der meisten Arten der Langfühlerschrecken erfolgt durch den Gesang. Vor der Kopulation kommt es dabei häufig zu Balzspielen mit einem abgewandelten, leiseren Gesang des Männchens. Zur Begattung steigen die Weibchen der Laubheuschrecken auf die Männchen, bei den Grillen schiebt sich das Männchen rückwärts, von vorn unter den Körper des Weibchens. Das Männchen positioniert eine Spermatophore in eine Geschlechtsöffnung des Weibchens oder sticht diese möglicherweise zwischen zwei Sternite vor dieser, wenn diese durch den Legestachel blockiert ist. Die Spermatophore kann bis zu 30 % des Gewichts des Männchens ausmachen. Zusätzlich zur eigentlichen Spermatophore wird ein nach außerhalb des Weibchens bleibender gallertiger „Samenwächter“ (Spermatophylax) übertragen. Kurze Zeit nach der Paarung frisst das Weibchen, die für die spätere Ausbildung der Eier wahrscheinlich vorteilhafte Gallerte der Spermatophore, wobei die Spermien in die Samenbehälter (Receptaculum seminis) der Weibchen gepresst werden.
Die Eiablage erfolgt mit Hilfe des Ovipositors in den Boden oder in pflanzliches Substrat, und meistens werden die Eier einzeln abgelegt. Die Maulwurfsgrillen und einige andere Arten legen die Eier als Gelege ab, das sie während der weiteren Entwicklung durch Belecken pflegen und so beispielsweise gegen Pilzbefall schützen.
Die Larvenzeit ist unterschiedlich lang und beinhaltet fünf bis sieben Häutungen, bei den Vertretern der Gattung Gryllus auch mehr. Die Überwinterung erfolgt meist als Ei oder Larve.

## Systematik der Langfühlerschrecken
In der Gruppe der Langfühlerschrecken wird in eine Reihe von Teilgruppen (meist als Überfamilien bezeichnet) unterschieden, die sich teilweise äußerlich unterscheiden. Die endgültige Unterscheidung findet über die Ausbildung der Schrilladern statt. Drei dieser Teilgruppen sind für Mitteleuropa relevant.

### Laubheuschrecken – Tettigonioidea
Die Laubheuschrecken besitzen nur am linken Vorderflügel eine Schrillader. Zumindest bei den mitteleuropäischen Arten ist der Fuß (Tarsus) vierteilig, wobei das dritte Glied herzförmig verbreitert ist.
Folgende Arten der Laubheuschrecken kommen in Mitteleuropa vor (die Einteilung nach Familien und Unterfamilien entspricht der Systematik von orthoptera.speciesfile.org, ist aber in der Literatur uneinheitlich):

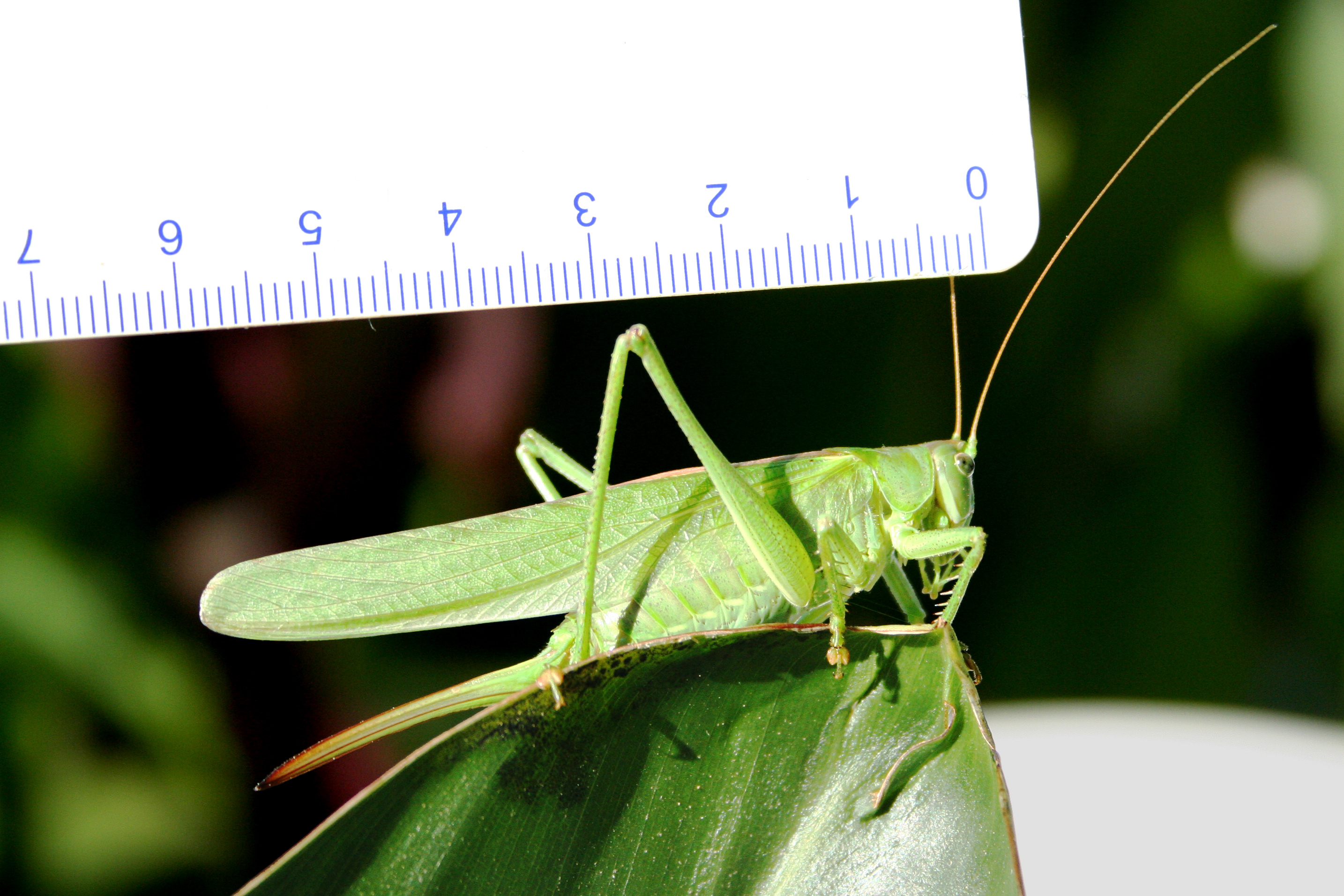
Weibchen des Grünen Heupferds (Tettigonia viridissima)

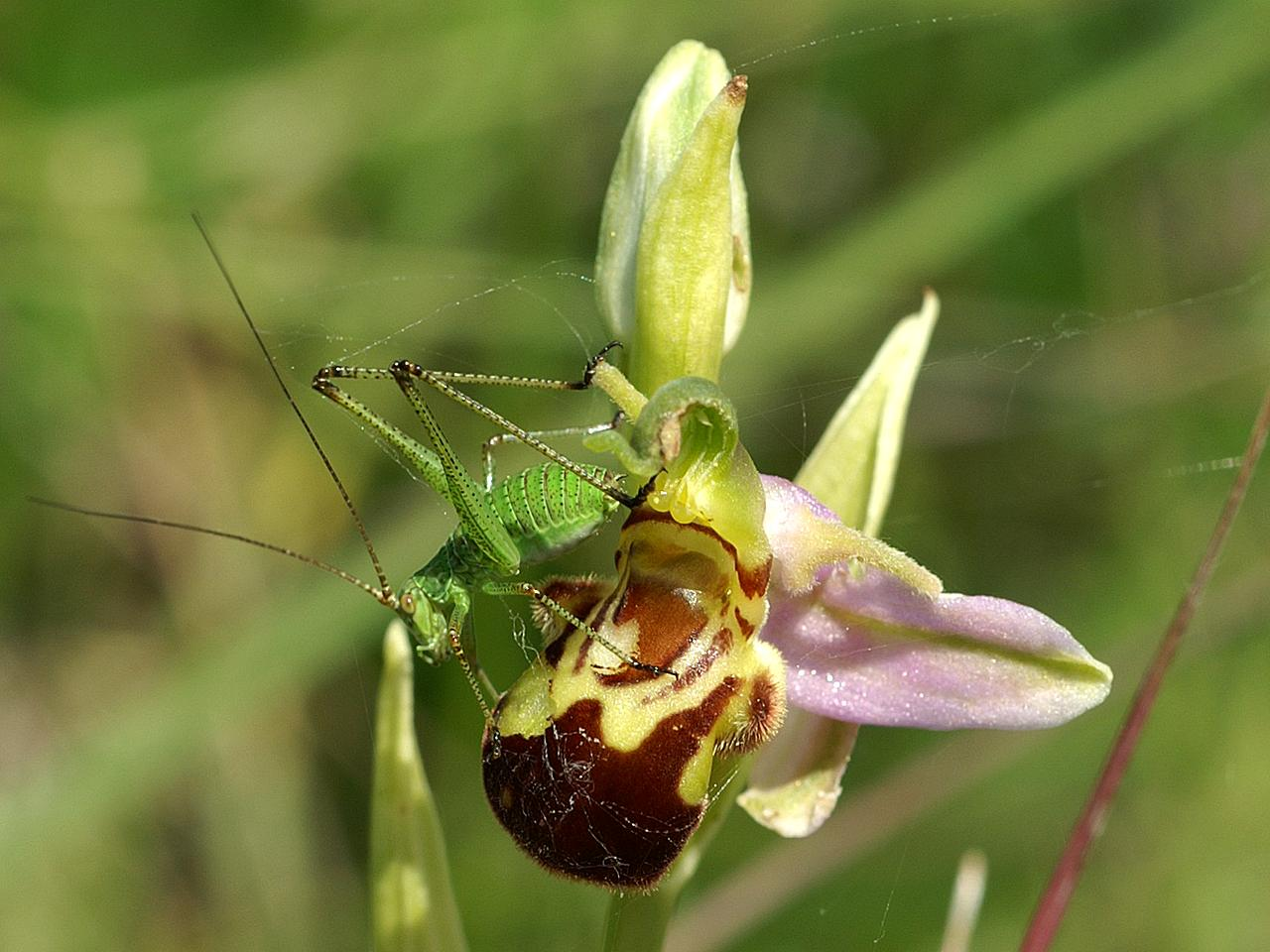
Punktierte Zartschrecke auf einer Blüte der Bienen-Ragwurz, Larvenstadium

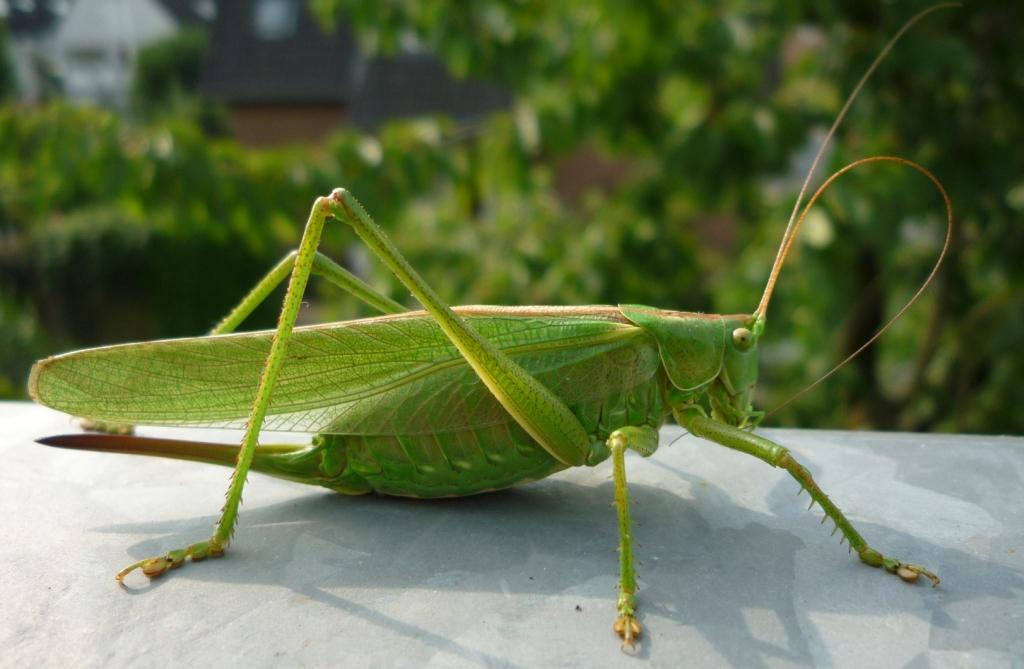
Weibchen des Grünen Heupferds (Tettigonia viridissima), einen seiner langen Fühler reinigend

Überfamilie Laubheuschrecken – Tettigonioidea
- Familie Tettigoniidae
  - Unterfamilie Bradyporinae
    - Gattung Ephippiger
      - Westliche Sattelschrecke – Ephippiger diurnus
      - Steppen-Sattelschrecke – Ephippiger ephippiger
      - Balkan-Sattelschrecke – Ephippiger discoidalis
      - Südalpen-Sattelschrecke – Ephippiger terrestris
      - Provence-Sattelschrecke – Ephippiger provincialis

    - Gattung Uromenus
      - Kantige Sattelschrecke – Uromenus rugosicollis

  - Unterfamilie Conocephalinae
    - Gattung Conocephalus
      - Langflüglige Schwertschrecke – Conocephalus fuscus
      - Kurzflüglige Schwertschrecke – Conocephalus dorsalis

    - Gattung Ruspolia
      - Große Schiefkopfschrecke – Ruspolia nitidula

  - Unterfamilie Meconematinae
    - Gattung Meconema
      - Gemeine Eichenschrecke – Meconema thalassinum
      - Südliche Eichenschrecke – Meconema meridionale

    - Gattung Cyrtaspis
      - Schildförmige Eichenschrecke – Cyrtaspis scutata

  - Unterfamilie Phaneropterinae
    - Gattung Phaneroptera
      - Gemeine Sichelschrecke – Phaneroptera falcata
      - Vierpunktige Sichelschrecke – Phaneroptera nana

    - Gattung Tylopsis
      - Lilienblatt-Sichelschrecke – Tylopsis lilifolia

    - Gattung Acrometopa
      - Langbeinige Sichelschrecke – Acrometopa macropoda

    - Gattung Barbitistes
      - Laubholz-Säbelschrecke – Barbitistes serricauda
      - Nadelholz-Säbelschrecke – Barbitistes constrictus
      - Südalpen-Säbelschrecke – Barbitistes obtusus
      - Südfranzösische Säbelschrecke – Barbitistes fischeri
      - Graugrüne Säbelschrecke – Barbitistes yersini
      - Dunkle Säbelschrecke – Barbitistes ocskayi

    - Gattung Polysarcus
      - Wanstschrecke – Polysarcus denticauda

    - Gattung Leptophyes
      - Punktierte Zartschrecke – Leptophyes punctatissima
      - Gestreifte Zartschrecke – Leptophyes albovittata
      - Boscs Zartschrecke – Leptophyes boscii
      - Südliche Zartschrecke – Leptophyes laticauda

    - Gattung Isophya
      - Gemeine Plumpschrecke – Isophya kraussii
      - Kurzschwänzige Plumpschrecke – Isophya brevicauda

    - Gattung Poecilimon
      - Zierliche Buntschrecke – Poecilimon gracilis
      - Kleine Buntschrecke – Poecilimon elegans
      - Südliche Buntschrecke – Poecilimon ornatus
      - Gehöckerte Buntschrecke – Poecilimon ampliatus Warzenbeißer (Decticus verrucivorus), Männchen Südlicher Warzenbeißer (Decticus albifrons) Kleine Strauchschrecke (Yersinella raymondii), Weibchen

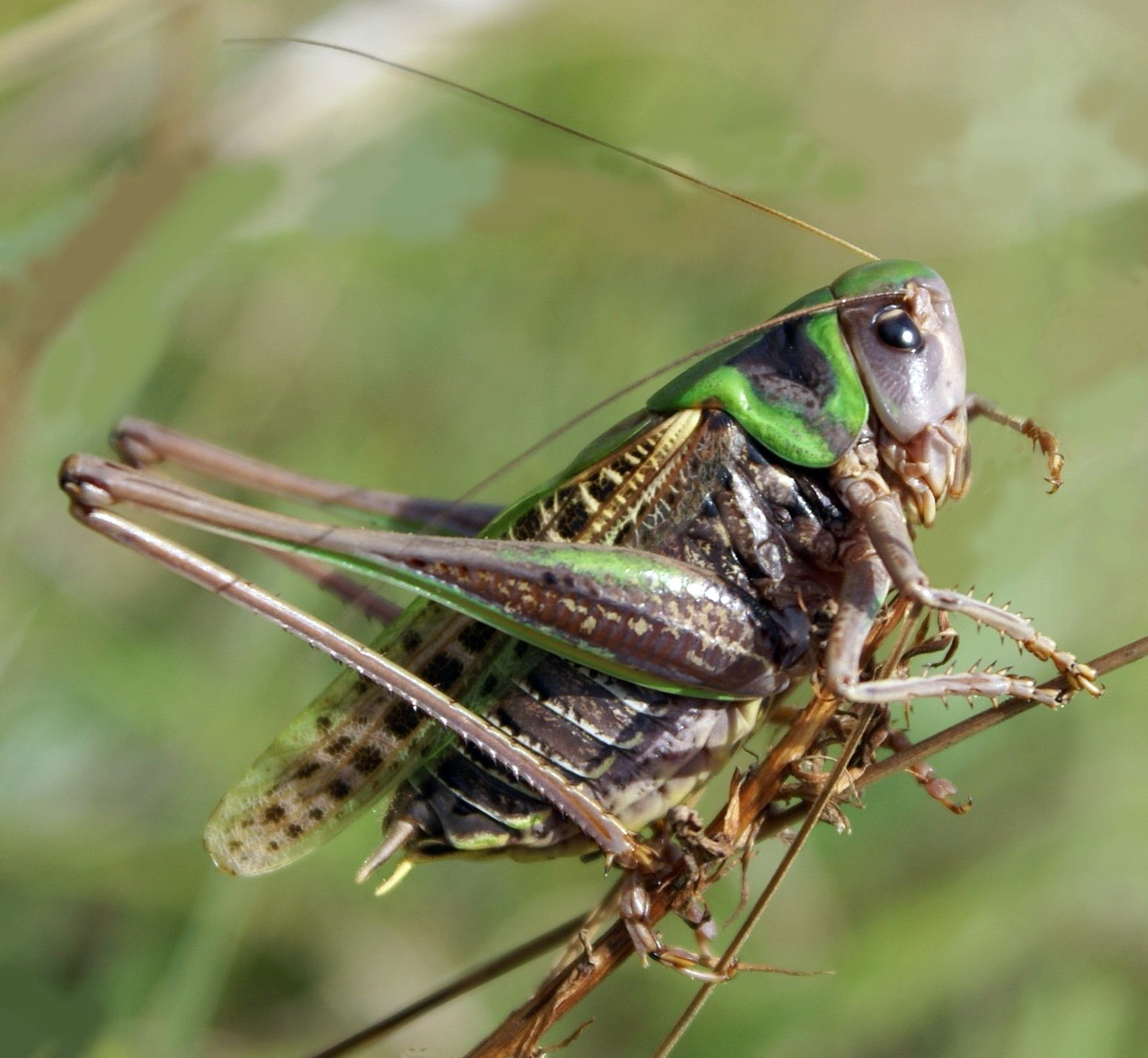
Warzenbeißer (Decticus verrucivorus), Männchen

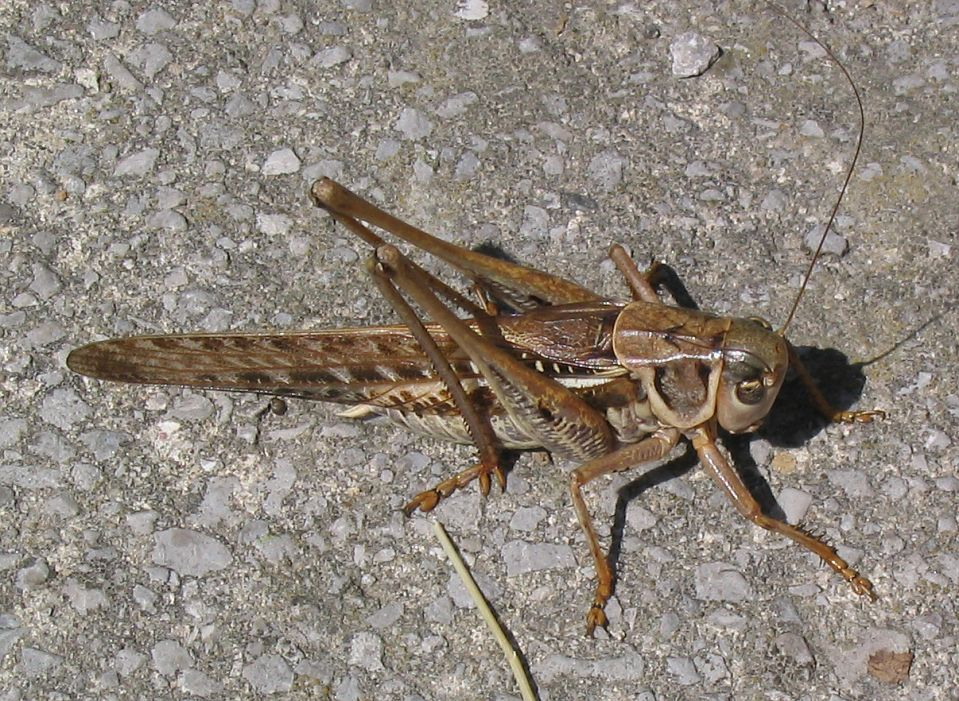
Südlicher Warzenbeißer (Decticus albifrons)

    - Gattung Metaplastes

  - Unterfamilie Saginae
    - Große Sägeschrecke – Saga pedo

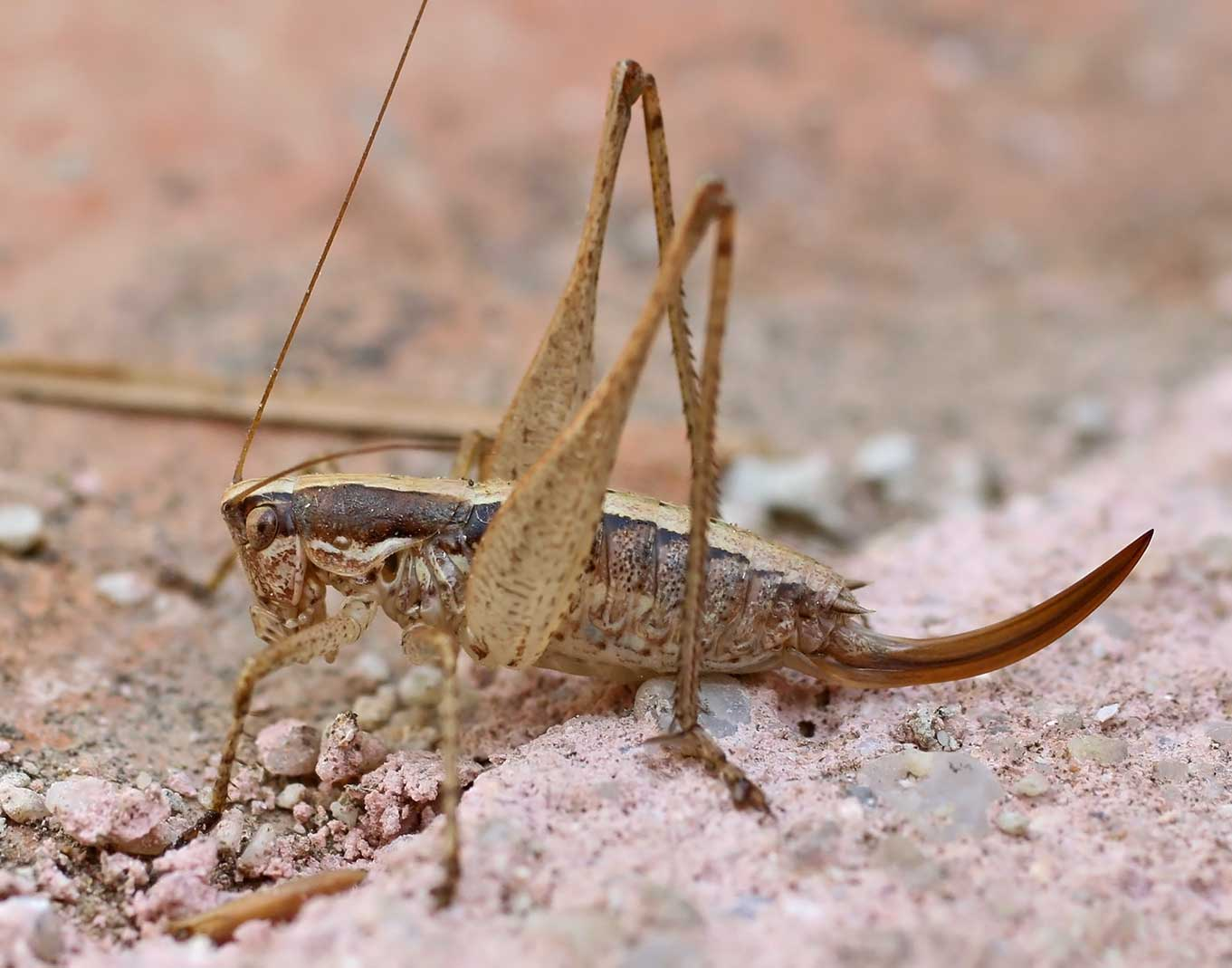
Kleine Strauchschrecke (Yersinella raymondii), Weibchen

    - Balkan-Sägeschrecke – Saga natoliae

  - Unterfamilie Tettigoniinae
    - Gattung Heupferde – Tettigonia
      - Grünes Heupferd – Tettigonia viridissima
      - Östliches Heupferd – Tettigonia caudata
      - Zwitscherschrecke – Tettigonia cantans

    - Gattung Gampsocleis
      - Heideschrecke – Gampsocleis glabra

    - Gattung Decticus
      - Warzenbeißer – Decticus verrucivorus
      - Südlicher Warzenbeißer – Decticus albifrons

    - Gattung Platycleis
      - Westliche Beißschrecke – Platycleis albopunctata
      - Graue Beißschrecke – Platycleis grisea
      - Südliche Beißschrecke – Platycleis affinis
      - Veränderte Beißschrecke – Platycleis modesta

    - Gattung Tessellana (früher Untergattung von Platycleis)
      - Braunfleckige Beißschrecke – Tessellana tessellata
      - Kleine Beißschrecke – Tessellana veyseli

    - Gattung Montana (früher Untergattung von Platycleis)
      - Steppen-Beißschrecke – Montana montana
      - Südöstliche Beißschrecke – Montana stricta

    - Gattung Sepiana
      - Zaunschrecke – Sepiana sepium

    - Gattung Metrioptera
      - Kurzflügelige Beißschrecke – Metrioptera brachyptera
      - Gebirgs-Beißschrecke – Metrioptera saussuriana

    - Gattung Roeseliana (früher zu Metrioptera gestellt)
      - Roesels Beißschrecke – Roeseliana roeselii

    - Gattung Bicolorana (früher zu Metrioptera gestellt)
      - Zweifarbige Beißschrecke – Bicolorana bicolor
      - Istrische Beißschrecke – Bicolorana kraussi

    - Gattung Strauchschrecken – Pholidoptera
      - Alpen-Strauchschrecke – Pholidoptera aptera
      - Gewöhnliche Strauchschrecke – Pholidoptera griseoaptera
      - Südliche Strauchschrecke – Pholidoptera fallax
      - Küsten-Strauchschrecke – Pholidoptera littoralis

    - Gattung Eupholidoptera
      - Grüne Strauchschrecke – Eupholidoptera chabrieri

    - Gattung Thyreonotus
      - Korsische Schildschrecke – Thyreonotus corsicus

    - Gattung Pachytrachis
      - Gestreifte Südschrecke – Pachytrachis striolatus
      - Zierliche Südschrecke – Pachytrachis gracilis

    - Gattung Pterolepis
      - Zierliche Strauchschrecke – Pterolepis germanica

    - Gattung Yersinella
      - Kleine Strauchschrecke – Yersinella raymondii

    - Gattung Antaxius
      - Atlantische Bergschrecke – Antaxius pedestris
      - Alpine Bergschrecke – Antaxius difformis

    - Gattung Anonconotus
      - Alpenschrecke – Anonconotus alpinus
      - Südliche Alpenschrecke – Anonconotus appenninigenus

    - Gattung Psorodonotus
      - Balkan-Bergschrecke –  Psorodonotus illyricus

### Grillen – Grylloidea

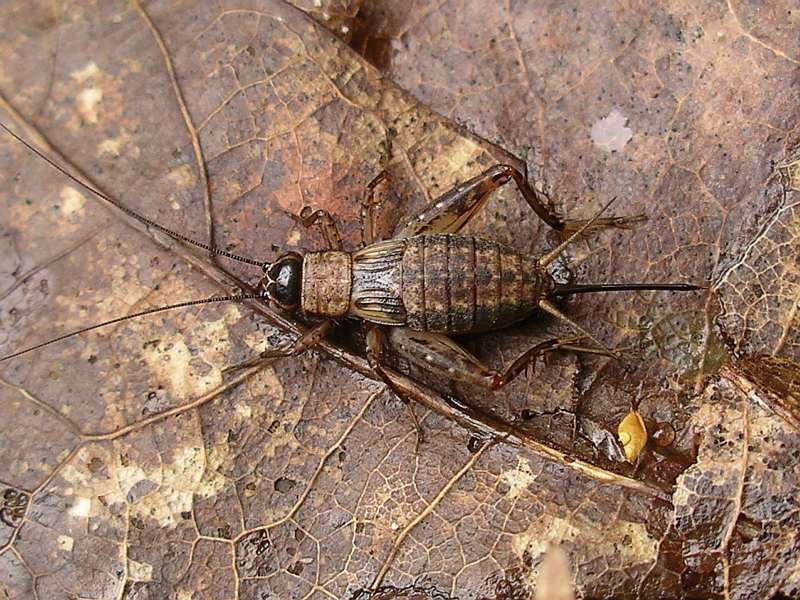
Waldgrille (Nemobius sylvestris), Weibchen

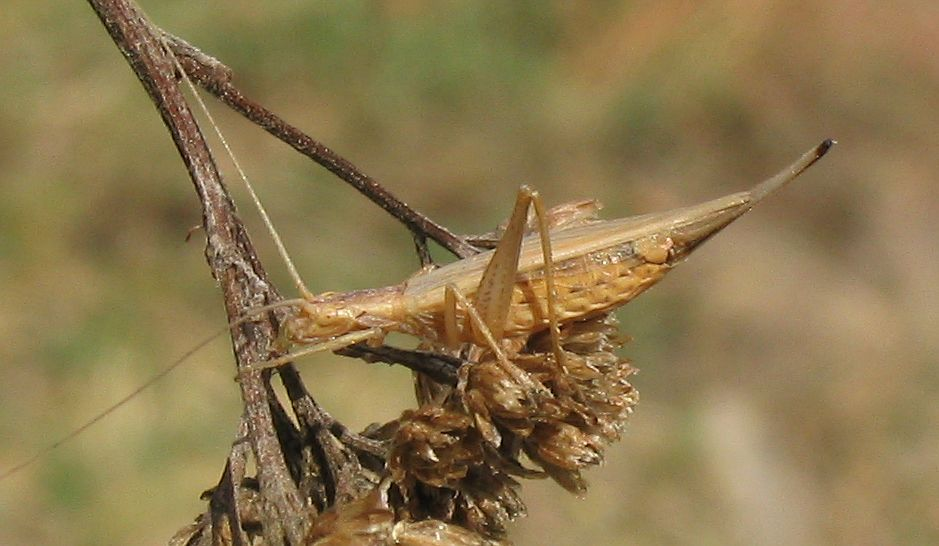
Weinhähnchen (Oecanthus pellucens), Weibchen

Bei den Grillen sind beide Vorderflügel mit einer Schrillleiste ausgestattet. Bei der Lauterzeugung liegt aber – schräg aufwärts gerichtet – stets der rechte Flügel zuoberst (Bei zirpenden Laubheuschrecken-Männchen umgekehrt der linke!); seine Schrillader streicht über die Schrillkante der darunter liegenden linken Elytre. Der Fuß der Grillen ist immer nur dreiteilig. Ebenfalls auffällig sind die Hinterflügel, deren Enden in Ruhelage wie Spieße unter den Vorderflügeln herausschauen.
Folgende Arten der Grillen kommen in Mitteleuropa vor:
- Grillen – Grylloidea
  - Familie Maulwurfsgrillen – Gryllotalpidae
    - Europäische Maulwurfsgrille – Gryllotalpa gryllotalpa

  - Familie Ameisengrillen – Myrmecophilidae
    - Ameisengrille – Myrmecophila acervorum

  - Familie Echte Grillen – Gryllidae
    - Unterfamilie Nemobiinae
      - Waldgrille – Nemobius sylvestris
      - Sumpfgrille – Pteronemobius heydeni

    - Unterfamilie Gryllinae
      - Heimchen – Acheta domesticus
      - Südliche Grille – Eumodicogryllus bordigalensis
      - Kurzflügelgrille – Gryllodes sigillatus
      - Mittelmeer-Feldgrille – Gryllus bimaculatus
      - Feldgrille – Gryllus campestris (englisch Cricket) – „Cricket associated circular virus 1“ (CrACV-1) ist ein mit G. campestris assoziiertes Virus (Kandidatenstatus)
      - Östliche Grille – Modicogryllus frontalis

    - Unterfamilie Blütengrillen – Oecanthinae
      - Weinhähnchen – Oecanthus pellucens

### Rhaphidophoroidea

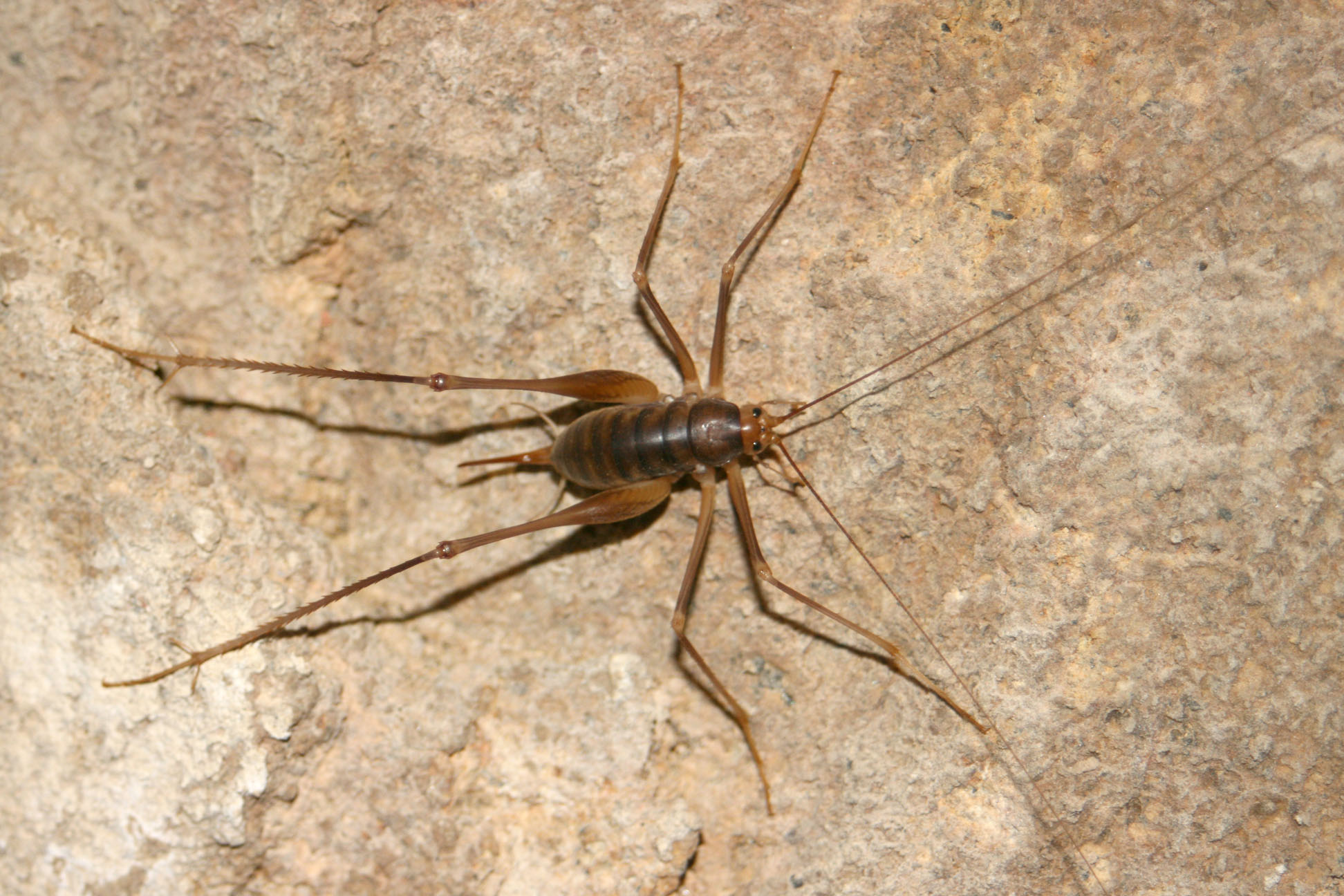
Weibliche Dolichopoda schiavazzii, eine Höhlenschrecke aus der Toskana

Die letzte Gruppe der Langfühlerschrecken sind die Rhaphidophoroidea. Alle Arten sind hier in beiden Geschlechtern flügellos. Die bekannteste Art dieser Gruppe ist die vermutlich aus China stammende Gewächshausschrecke (Diestrammena asynamora) aus der Familie der Höhlenschrecken (Rhaphidophoridae). Sie ist weltweit in Gewächshäuser eingeschleppt worden und lebt dort räuberisch oder phytophag. Seit den 90er Jahren sind außerdem einige wenige isolierte Vorkommen der Bedornten Höhlenschrecke (Troglophilus neglectus) aus Bayern und Sachsen in natürlichen Höhlen des Sandsteinkarstes der Sächsischen Schweiz (KLUFTHÖHLE, Sächs. Höhlenkataster Nr. KÖ-04 und TEUFELSHÖHLE Sächs. Höhlenkataster Nr. KÖ-05) und in künstlichen Hohlräumen (wie z. B. in Kasematten der Festung Königstein) bekannt. Eine weitere Art ist die in Österreich und der Schweiz hauptsächlich in Höhlen, aber auch unter Laub und Steinen vorkommende Kollars Höhlenschrecke (Troglophilus cavicola). Im Mittelmeerraum finden sich außerdem noch ca. 20 Arten der Gattung Dolichopoda (siehe auch Höhlentiere).